# 寛永文化
寛永文化（かんえいぶんか）とは、16世紀の桃山文化と17世紀後半の元禄文化に挟まれた17世紀前半（江戸時代初期）の文化。寛永年間を中心として、慶長あるいは元和から寛文年間の約80年前後の時期を指す。

## 概要
寛永文化の中心は京都であったとされ、中世以来の伝統を引き継ぐ町衆勢力と後水尾天皇を中心とする朝廷勢力が、封建制を強化する江戸幕府に対抗する形で古典文芸・文化の興隆を生み出し、後に江戸においても儒学・武家を中軸とした文化が形成され、東西に2焦点の楕円形の文化構造が互いに交錯しながら各地に広がり、金沢などの地方都市を巻き込んでいった。
初期には出雲阿国や古田重然に代表されるように桃山文化の影響を受けた「かぶき」の文化が一世を風靡したが、元和偃武後には各階層において様々なサロンが形成されるようになった。
代表的な人物としては、茶の湯（千宗旦・金森宗和・小堀遠州）、生け花（後水尾天皇・池坊専好）、文学（安楽庵策伝・三浦為春・松永貞徳・烏丸光広など）、儒学（石川丈山・林羅山・堀正意）、禅（沢庵宗彭・一糸文守・鈴木正三）、寛永の三筆（近衛信尹・松花堂昭乗・本阿弥光悦）、書（角倉素庵・近衛信尋）、絵画（俵屋宗達・狩野探幽・狩野山雪・雲谷等益）、陶芸（野々村仁清）などが挙げられる。また当時の建築物としては智仁親王の桂離宮・後水尾天皇の修学院離宮・徳川家光の日光東照宮などが著名である。
だが、身分文化の進行に加えて、内陸都市であった京都は水運ネットワークに乗る事が出来ずに経済的に低迷期に入り、代わりに上方の経済的中心となった大坂を中心とした元禄文化が花開く事になる。

## 日本文化の転換期

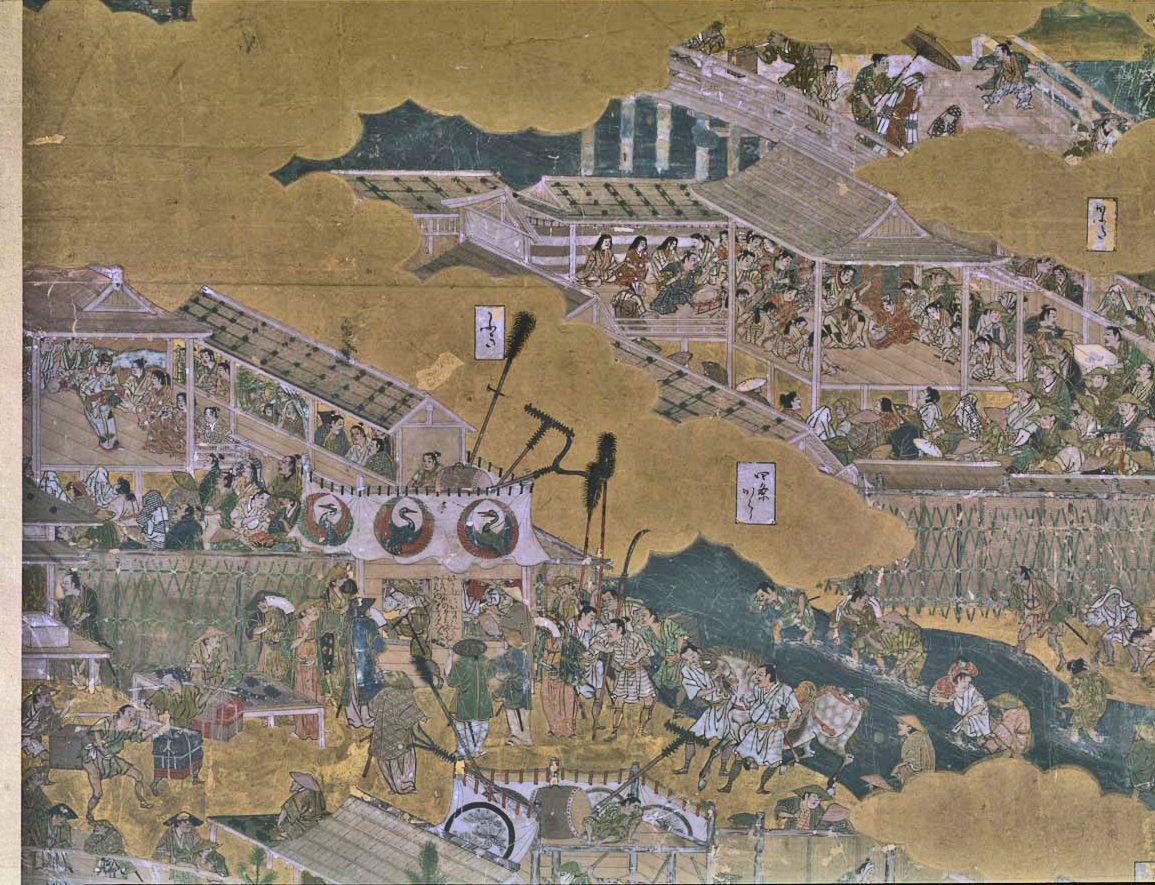
岩佐又兵衛『洛中洛外図』（1615年）

フランスの美術史家ネリ・ドゥレ（Nelly Delay）によれば、17世紀初頭は新しい芸術がつぎつぎに生まれた日本文化の一大転換期である。狩野派や土佐派の伝統的な絵師に加えて岩佐又兵衛のような画家が登場し、彼らは祭りや享楽的な都市生活をテーマとする新しい風俗画を描いた。彼らの作品は従来の教養主義的なものとは異なり、日常性が志向されたのである。ドゥレは、こうした文化の大転換にあたってはヨーロッパ諸国との交流が大きな役割を果たしたと指摘している。彼によれば、異国から長崎にもたらされた珍奇な品々が日本商人の手によって各地にひろがり、その影響のもと、日本国内の工芸品や絵画などに新しい意匠や趣向が取り入れられるようになったという。

### 書籍
- ネリ・ドゥレ 著、遠藤ゆかり・藤丘樹実 訳『日本の歴史―時を超える美と信仰―』山折哲雄監修、創元社〈知の再発見叢書〉、2000年6月。ISBN 4-422-21150-1。